# Eurowings
Eurowings GmbH je největší německá nízkonákladová letecká společnost se sídlem v Düsseldorfu, je plně vlastněná skupinou Lufthansa. Ze základen na letištích Berlín-Tegel, Kolín/Bonn, Düsseldorfu, Hamburku, Vídně, Prahy, Hannoveru, Salcburku, Mnichově a Stuttgartu obsluhuje evropské a domácí destinace, její dálkové linky vedou do Asie a Severní Ameriky. Společnost byla založena 1. února 1993, první let se konal přesně o rok později. Eurowings byla první evropská nízkonákladová letecká společnost v Evropě, která začala mimo přímých letů nabízet přípoje (přestupy).
Společnost byla do roku 2014 součástí společnost Lufthansa Regional. V té době začala společnost pracovat pod jménem nízkonákladové německé společnosti Germanwings. Na jaře roku 2015 začala společnost operovat dálkové lety s Airbusem A330-200. V roce 2015 také začalo postupné slučování Germanwings do společnosti Eurowings. V roce 2021 otevřela společnost svou další bázi také v Praze, na Letišti Václava Havla. 

## Destinace

### Praha
Eurowings obsluhuje letecky také hlavní město České republiky, Prahu. Nejdříve na linkách této společnosti do Prahy létaly Bombardiery CRJ200 a ATR 42/72. K roku 2020 létá do Prahy s Airbusy A319.
V únoru 2017 společnost létala do Prahy z Düsseldorfu (8krát týdně), Hamburku (3krát týdně) a Kolína/Bonn (5krát týdně).

V říjnu 2021 společnost otevřela na letišti Václava Havla novou bázi. Umístila na ni dva letouny Airbus A320 a začala odsud provozovat lety celkem do 11 destinací: Atény (dvakrát týdně), Barcelona (čtyřikrát týdně), Birmingham (třikrát týdně), Bristol (třikrát týdně), Fuerteventura (jednou týdně), Kodaň (šestkrát týdně), Malaga (šestkrát týdně), Milán–Malpensa (šetkrát týdně), Tenerife (dvakrát týdně), Tel Aviv (třikrát týdně), Záhřeb (jednou týdně). Začala také na bázi codeshare spolupracovat s českou společností Smartwings.

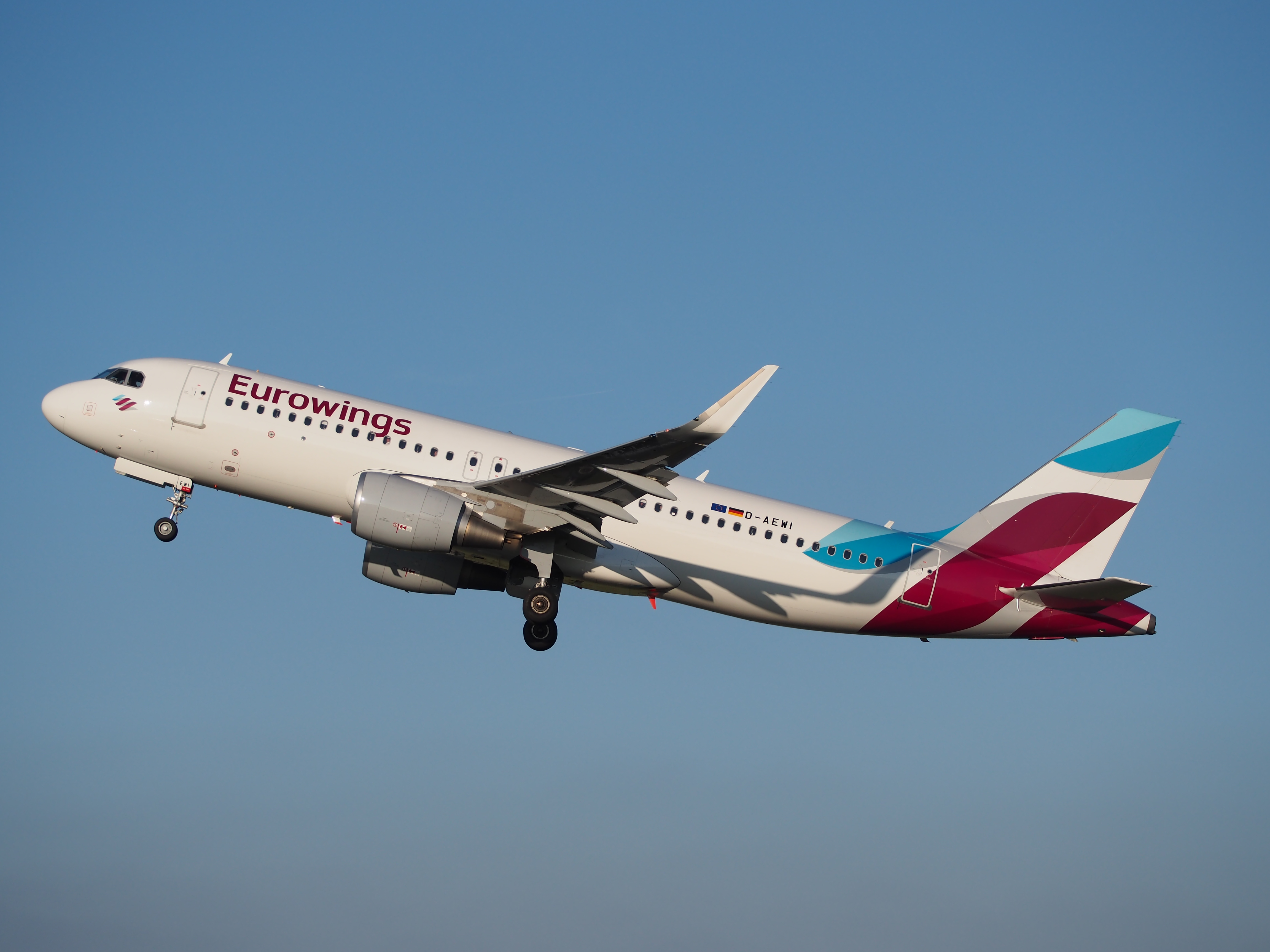
Airbus A320 společnosti Eurowings vzlétá z Amsterdamu, 2017

## Flotila
V lednu 2025 provozovala společnost Eurowings následující letadla:
| Letadlo          | Počet | Objednávky | Cestující | Cestující | Cestující | Cestující | Cestující | Poznámky                           |
| Letadlo          | Počet | Objednávky | C         | W         | Y+        | Y         | Celkem    | Poznámky                           |
| ---------------- | ----- | ---------- | --------- | --------- | --------- | --------- | --------- | ---------------------------------- |
| Airbus A319-100  | 26    |            | 12        | -         | 42        | 90 84     | 144 138   |                                    |
| Airbus A320-200  | 28    |            | 12        | -         | 24        | 138       | 174       |                                    |
| Airbus A320-200  | 28    | -          | 12        | 108       | 174       |           |           |                                    |
| Airbus A320neo   | 7     |            | 12        | -         | 42        | 126       | 180       |                                    |
| Airbus A321-200  | 6     |            | 12        | -         | 40        | 174       | 226       |                                    |
| A321neo          | 5     |            | 12        | -         | 40        | 180       | 232       |                                    |
| Boeing 737-8 MAX | 0     | 40         |           |           |           |           |           | Nahradí Airbusy A319 a starší A320 |
| Celkem           | 72    | 40         |           |           |           |           |           |                                    |

## Odkazy

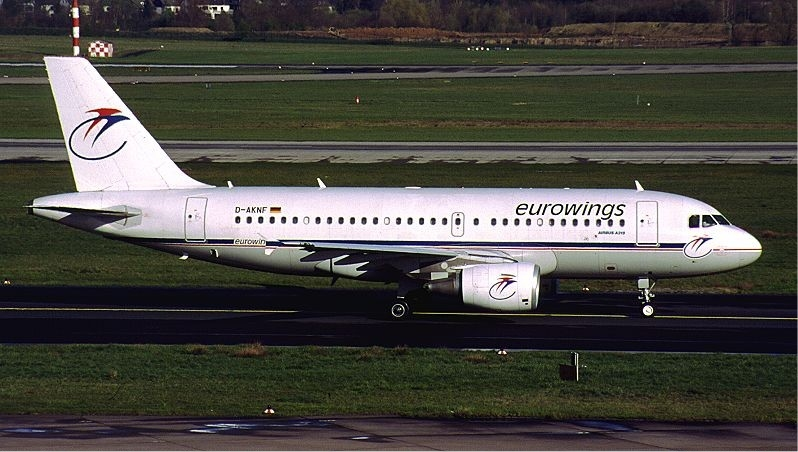
Společnost dříve provozovala také typ Airbus A319-100, na fotce je ve starém zbarvení, rok 2000